# Måttband

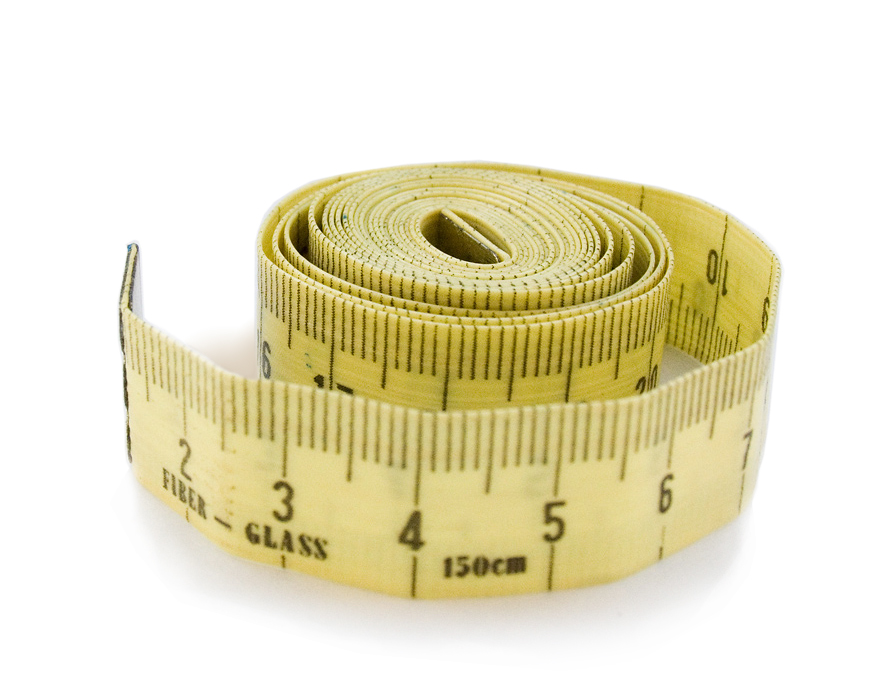
Mjukt måttband

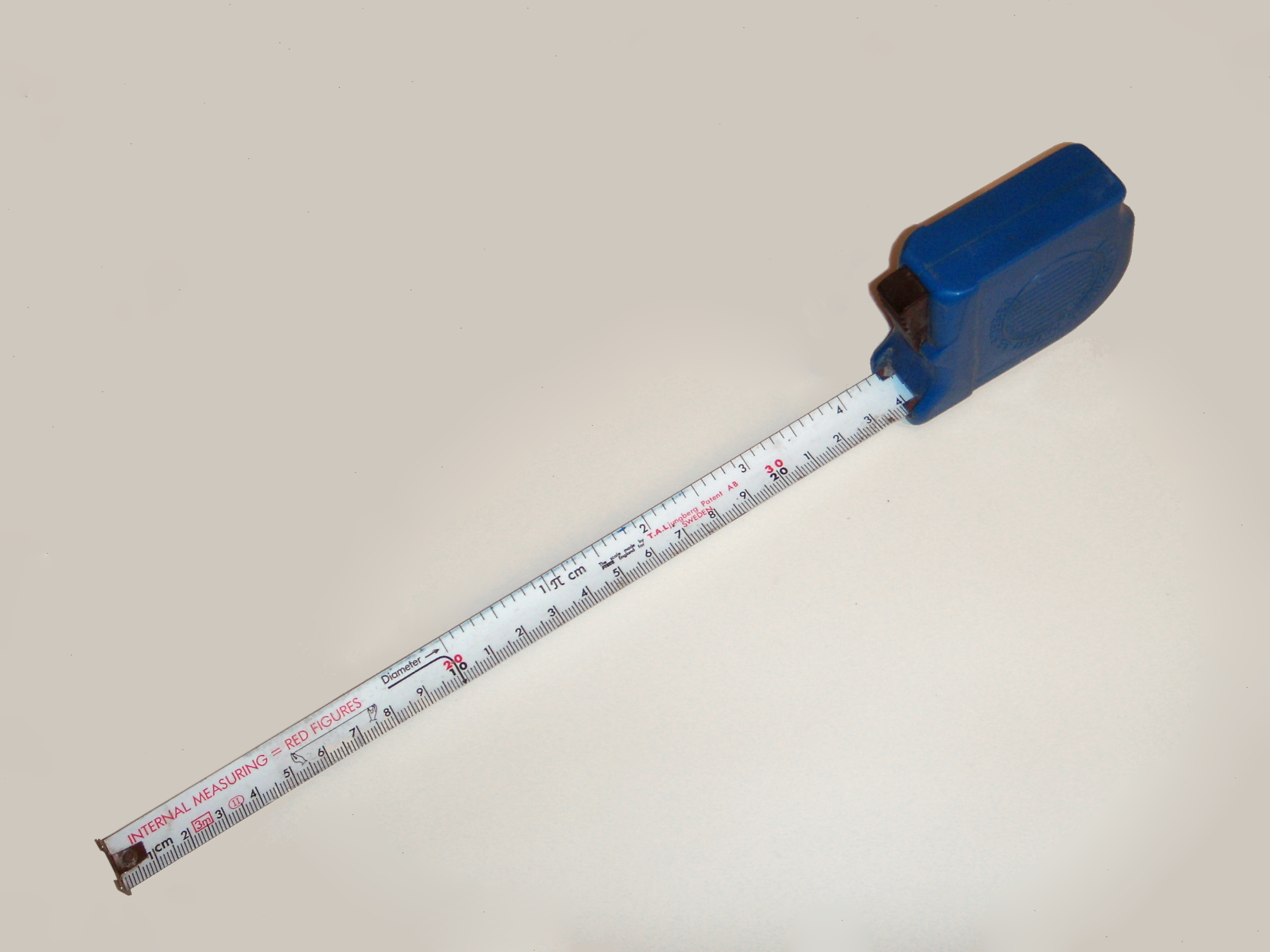
En så kallad talmeter, ett utdragbart måttband av stål.

Måttband definieras som ett "böjbart längdmått för uppmätning av sträckor" i NE.
I hushållet förekommer de kortare måttbanden. Vanligast är måttband på 2 meters längder, men det finns upp till 5 meter där millimeterangivelse finns med. 
Därtill finns långa måttband på upp till 200 meters längder för byggindustri, lantmäteri med mera. Dessa är normalt i stål och är kalibrerade för en särskild temperatur (20°) och spännkraft (normalt 50 N) vid användning.
Även veterinärer har speciella måttband, så kallade viktband, för att omvandla omkretsen över buken på ett större djur för att beräkna dess vikt. Denna funktion används bland annat för att beräkna medicineringsdoser. 
Det vardagliga måttbandets historia är höljt i dunkel, men det rullbara i plast eller fibertyg dominerar idag, vid sidan av de metallband som förvaras i askar med automatisk återspolning. Detta åstadkommes med en inbyggd klockfjäder. De senare utförs ofta med ett kupat band, vilket gör att man kan dra ut en viss längd, utan att det viker sig. Ju större kupning, desto större utdragslängd. En knapp för att frigöra eller låsa bandet brukar finnas.
Utdragbara stålmåttband ska inte förväxlas med talmeter, som har inbyggda rist-eggar. Man drar ut bandet till önskad längd och kan sedan avsätta detta mått på sitt ämne med ritsspetsen, medan man med måttbandet normalt först gör en avläsning.
Bägge varianterna har ofta en liten mättunga på baksidan som kan fällas ut för att underlätta invändig mätning, från vars ände man sedan mäter. Denna förlänger hållaren till 10 cm, som sedan läggs till mätvärdet. Somliga tillverkare anger invändiga mått med rödmarkerade siffror på bandet för att slippa räkna med detta hela tiden.
Mäthaken som sitter i änden av bandet är på vissa måttband rörligt infäst. Detta är för att kompensera för hakens egen tjocklek, för att öka precisionen när man växlar mellan in- och utvändig mätning.
Sedan en tid tillbaka (2008) finns det elektriska måttband i handeln. Här kan man skjuta bandet ut och in med hjälp av en knapp.

## Vävning
I samband med vävning är det vanligt att man tar tygtrasor som måttband, med decimeterangivelser påritade manuellt, för att hålla reda på uppnådd vävlängd. Dessa band anbringas med fördel i tyget med en nål och kan förflyttas successivt eller får följa med väven ner på tygbommen. Dock är mätmetodens resultat något osäkert, eftersom alla vävar drar ihop sig vid nertagningen då varpens spänning släpps. Dessutom räcker det inte med att mäta med sikte på den färdiga längden utan att ta hänsyn till fållar, fransar och i synnerhet om det handlar om att beakta krympmåner.